# Hisashi Kimura
Pour les articles homonymes, voir Kimura.
Hisashi Kimura (木村栄) (10 septembre 1870 - 26 septembre 1943) est un astronome japonais.
Son principal travail de recherche concerne l'étude des variations de la latitude dues au mouvement de Chandler, une variation périodique de l'axe de rotation de la Terre d'une période de 433 jours et d'une valeur moyenne de 0,7 seconde d'arc. Il est le directeur d'une des six stations d'observation situées sur la latitude 39° 8' Nord mise en place pour étudier ses variations. Après la Première Guerre mondiale il est chargé de la réorganisation du réseau d'observatoire, de leurs coordinations et de la réduction des données.
Ses travaux lui valent la médaille d'or de la Royal Astronomical Society en 1936. Il est aussi l'un des premiers récipiendaires de l'ordre de la Culture en 1937. Le cratère Kimura sur la Lune porte son nom, de même que l'astéroïde (6233) Kimura.